# Agalinis gattingeri
Agalinis gattingeri är en snyltrotsväxtart som först beskrevs av John Kunkel Small, och fick sitt nu gällande namn av John Kunkel Small. Agalinis gattingeri ingår i släktet Agalinis och familjen snyltrotsväxter. Inga underarter finns listade i Catalogue of Life.